# 黄脉花楸
黄脉花楸（学名：Sorbus xanthoneura）是蔷薇科花楸属的植物，是中国的特有植物。分布在中国大陆的贵州、甘肃、湖北、四川、陕西等地，生长于海拔800米至2,600米的地区，多生长于疏密林杂木林内，目前尚未由人工引种栽培。